# 화력 (군사)

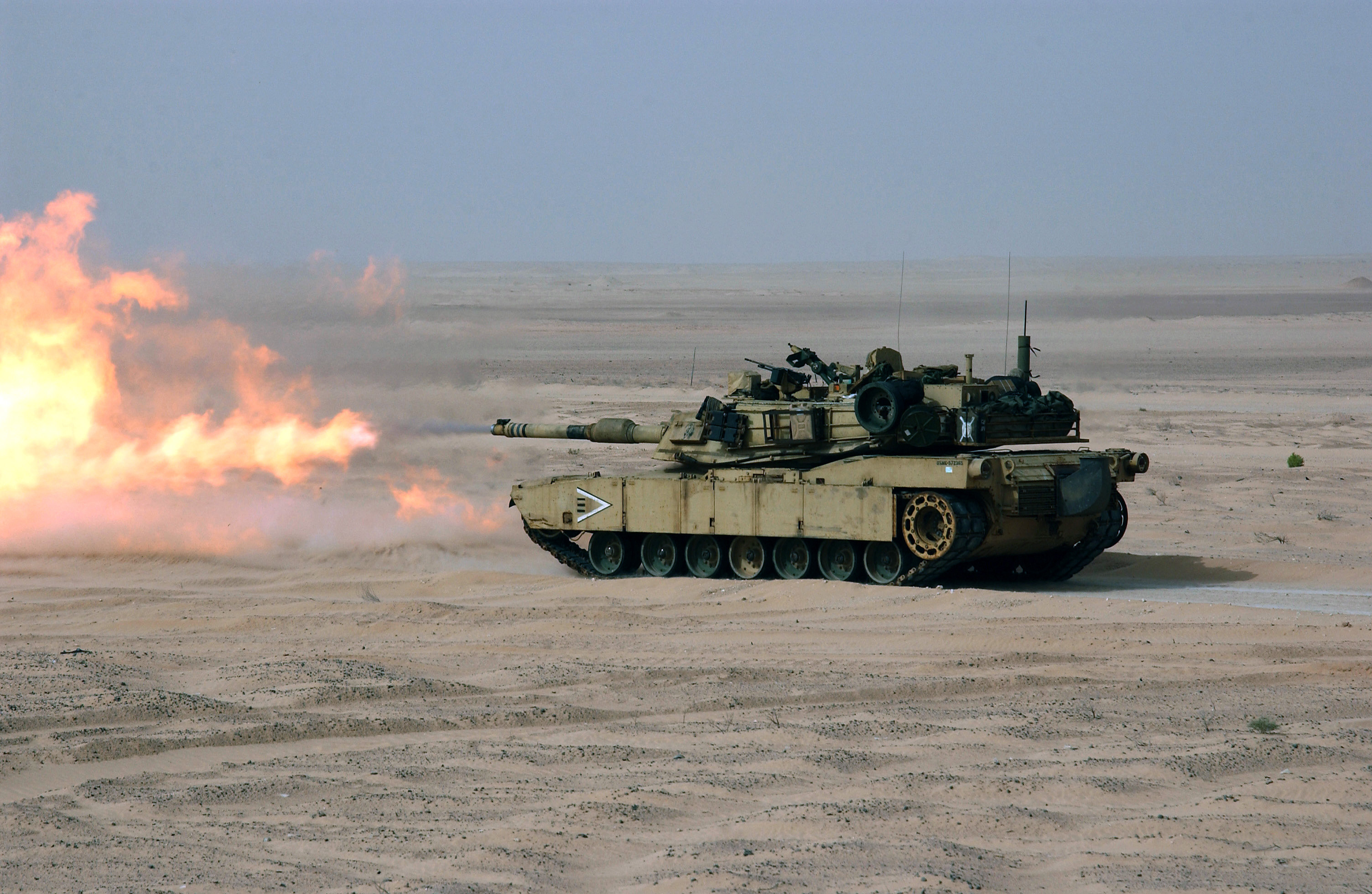
M1A1 탱크가 화력을 과시하는 모습

화력(火力)는 전투에서 사용되는 주요 능력 가운데 하나이다. 좁은 의미로는 총이나 대포와 같은 무기, 로켓 등 화기의 위력을 가리키며 넓은 의미로는 멀리 떨어진 적군에게 공격을 가하는 능력 전반을 가리킨다.

## 최근 사례
군사적 목표를 달성하기 위해 화력을 사용하는 것은, 여러 가지 충돌하는 군사 사상 또는 교리 학파 중 하나가 되었다. 비미 능선 전투는 연합군의 승리를 돕기 위해 대규모 포병을 사용했지만, 소규모 보병 전술과 함께 공성 무기 기술의 극적인 개선도 이루어졌다. 사막의 폭풍 작전 역시 2003년 이라크 침공과 마찬가지로 대규모 화력에 의존했지만 화력은 소규모 부대 훈련의 발전과 통합되었다.
M249 SAW와 같은 소형 무기는 비교적 근접한 상황(100-300야드 이내)에서 압도적인 화력을 제공하기 위해 분대 수준에서 사용되었다. 많은 양의 정확한 진압 사격이 적을 움직이지 못하게 하여, 적의 전투능력을 저하시킨다는 개념이다. 또한 M79와 같은 유탄 발사기, 특히 M203 또는 M320과 같은 돌격 소총에 장착할 수 있는 유탄 발사기는 아군 보병부대에 대해 불균형한 화력을 제공한다. 이 무기는 아군 보병부대가 수적으로 열세이고, 유사하게 장비되지 않은 군대의 매복과 같이 화력 우위로 즉시 대응해야 하는 상황에서 유용하다.

## 같이 보기
- 대화력전
- 전격전